# Tomb of the Mutilated
Tomb of the Mutilated (рус. Могила изувеченного) — третий студийный альбом американской брутал дэт-метал-группы Cannibal Corpse, выпущенный 22 сентября 1992 года лейблом Metal Blade Records.
Это последний альбом группы записанный в первоначальном составе, поскольку гитарист-основатель Боб Русэй после был уволен и заменён гитаристом Malevolent Creation Робом Барреттом после выхода альбома.

## Предыстория
Альбом был записан в Буффало, штат Нью-Йорк. В то время некоторые или все участники группы были безработными и каждый день репетировали. Гитарист Джек Оуэн и басист Алекс Уэбстер добирались до репетиционной базы группы за 45 минут и ездили на репетиции на одной машине. Участники группы в основном сочиняли музыку по отдельности, в отличие от процесса написания Butchered at Birth (1991 г.), который был в значительной степени результатом совместной работы (хотя Роб Барретт позже утверждал, что был соавтором нескольких песен на The Bleeding). Басист Алекс Уэбстер начал усердно заниматься на бас-гитаре после возвращения домой из тура в поддержку альбома Butchered at Birth и утверждает, что «Hammer Smashed Face» была написана в результате его «попыток стать лучшим басистом». Крис Барнс сказал: «Он был целеустремлённым музыкантом. Я никогда не встречал никого столь целеустремлённого, как Алекс, когда дело касалось изучения инструмента. <…> Он всегда пытался превзойти парней, которых считал потрясающими».
Оригинальный гитарист Боб Русэй утверждает, что он «столкнулся с препятствием» и «не мог вдохновиться» в процессе написания альбома, поэтому не написал столько композиций, сколько на двух предыдущих альбомах группы. Он вспоминает, что работа над альбомом была «стрессовой» и что к тому моменту он и группа не ладили.
Оуэн заявил, что на написание некоторых треков альбома уходила неделя, а на другие — до пяти. Хотя в более поздних релизах Cannibal Corpse авторство песен не приписывалось отдельным участникам, по словам Оуэна, Русэй написал бо́льшую часть «Post Mortal Ejaculation» и «Beyond the Cemetary». Сам Оуэн утверждает, что написал бо́льшую часть «I Cum Blood», «Addicted to Vaginal Skin», «Split Wide Open» и «Necropedophile». Он сказал, что музыку для «Hammer Smashed Face» написали Уэбстер и Мазуркевич. Уэбстер сказал, что Оуэн написал один рифф для «Hammer Smashed Face». По словам Уэбстера, участники группы писали риффы вне репетиций и приносили их на репетиции, чтобы их доработать. Мазуркевич утверждает, что он участвовал в написании вступительного риффа в «I Cum Blood», который он показал Оуэну, и тот «немного изменил его».

## Запись
Альбом был записан в студии Morrisound Recording в Тампе, штат Флорида, в феврале 1992 года. Гитарист Джек Оуэн записал все партии ритм-гитары для альбома по просьбе продюсера Скотта Бёрнса; он заметил, что у дуэта кардинально разные стили игры, и утверждал, что более плотный звук получится, если самый сильный ритм-гитарист группы запишет все ритмы. Русэй был гитаристом-самоучкой, чей стиль игры вокалист Крис Барнс назвал «неортодоксальным». Он исполнил гитарные соло для альбома, а Оуэн затем их доработал.
Tomb of the Mutilated стал первым альбомом группы, на который у них был бюджет, чтобы работать в студии с продюсером Бёрнсом дольше. Уэбстер прокомментировал: «Многие фанаты говорили мне, что Tomb… — их любимый альбом, потому что он такой тяжёлый. Несомненно, Скотт очень помог Cannibal Corpse своей превосходной работой над этим альбомом».
Джек Оуэн вспоминал: "Главное, что я помню, — это то, как мы собирали альбом, как вносили последние штрихи, как увидели название песни «Entrails Ripped from a Virgin's Cunt» и сказали: «Чуваки, мы наконец-то зашли слишком далеко!» Когда мы получили обложку, на которой был изображён зомби-мужчина, целующий зомби-женщину, мы подумали: «О боже! Мы действительно зашли слишком далеко!».
Поскольку в примечаниях к альбому Butchered at Birth есть цитаты американского серийного убийцы Альберта Фиша, многие ошибочно думали, что это его голос звучит в начале песни «Addicted to Vaginal Skin»; в том числе и Крис Дик из Decibel, который охарактеризовал это как «отвратительным». Однако записанная на плёнку исповедь, которую можно услышать в начале песни, принадлежит «Убийце с реки Дженеси» Артуру Шоукроссу. Барнс утверждал, что «украл» этот фрагмент для альбома, потому что он «наводил его на жуткие мысли».

## Композиция и стиль
Tomb of the Mutilated был назван «брутальным альбомом в стиле гор-метал», который «строго придерживается формулы жанра» и обладает «гнетущей атмосферой». Музыку на Tomb… называют «резкой, чуждой и почти непонятной», и она считается заметно более быстрой и сложной, чем её предшественники. Алекс Уэбстер сказал, что заинтересовался «технической стороной музыки» после того, как познакомился с музыкой Atheist и Cynic, общаясь с Грегом Сент-Джоном из Solstice. Барнс подтвердил, что в альбоме чувствуется влияние Cynic. Также считается, что на альбом повлияли Pestilence и Gorguts, с которыми группа гастролировала ранее. Уэбстер сказал, что всё более технический подход группы к написанию песен сделал сессию альбома самой сложной из тех, что у них была на тот момент, и добавил: «Я думаю, что если вы послушаете альбом и сравните его с первыми двумя, то заметите прогресс. Песни на Tomb… были самыми быстрыми и техничными из всего, что мы делали в то время <…> но именно этот технический прорыв и сложная музыка, которую он создал, сделали альбом любимым для фанатов». Пол Мазуркевич заявил, что, хотя знаменитая басовая партия в «Hammer Smashed Face» была, по его мнению, «немного примитивной», в 1992 году она считалась техничной по стандартам жанра. Продюсирование Скотта Бёрнса считается одной из отличительных черт альбома и описывается как «стена звука». По словам Loudwire, «каждый инструмент находит своё место в миксе». Это был первый релиз группы, в котором использовалась техника наложения, так как до этого у них не было на это средств.
Альбом известен своими запоминающимися и «цепляющими» мелодиями, и Уэбстер заявил, что треки альбома более «похожи на песни» по сравнению с треками из альбома Butchered at Birth, которые гитарист Джек Оуэн описал как «просто рифф за риффом». По словам Уэбстера, «если вы посмотрите на некоторые записи, которые действительно вдохновили нас, например Reign in Blood, то увидите, что это тяжёлые записи, но они традиционно оформлены. Именно так мы подошли к Tomb…. Там всё ещё есть кое-что странное, например, в „Post-Mortal Ejaculation“. Это далеко от мейнстримовой аранжировки». Decibel назвал «Hammer Smashed Face» «дэт-метал-эквивалентом „Stayin’ Alive“». В VICE News сказали, что «стена звука» альбома «достаточно запоминающаяся, чтобы требовать повторного прослушивания». В Vice также сказали, что альбом «звучит как дэт-метал в стиле поп — жанр, доведённый до основ, шаблон, по которому с тех пор начали работать тысячи групп».
По словам Invisible Oranges, «в альбоме есть глубокое гортанное ритмическое звучание, напоминающее племенной барабан или учащённое сердцебиение». Invisible Oranges продолжает, что гитарные партии в альбоме «варьируются от извивающихся гитарных соло до тягучих аккордов». Группа записывала гитары для альбома с помощью усилителя Marshall Valvestate, подключённого к усилителю Carbon. Ритмы альбома также называют «мощными». По словам Криса Дика из Decibel, «в Tomb… Уэбстер заявил следующее: „Эй, я не гитарист! Я бас-гитарист!“». Барабанщик Пол Мазуркевич сказал: «Когда вы слушаете его, он выделяется. <…> Tomb of the Mutilated был его трамплином. Он хотел, чтобы его услышали». По словам Оуэна, бас-гитара «выделяется» в миксе альбома. Бывший гитарист Боб Русэй назвал басовые партии Уэбстера на альбоме «дурацкими». Мазуркевич также сказал: «Мы всегда знали, что для нас важно, чтобы бас звучал ярко. Алекс — такой басист; нам всегда нравился подход Iron Maiden в этом плане, и это было то, чего мы хотели. Мы всегда хотели, чтобы бас был слышен, особенно на Tomb of the Mutilated, больше, чем на любой из предыдущих пластинок». Альбом примечателен «рыкающим» вокалом Криса Барнса, который состоит в основном из бессвязного дэт-гроула.

## Концепция и темы
В текстах альбома затрагиваются такие темы, как сексуальное насилие, садизм, увечья, потрошение, кастрация, некрофилия, инцест, копрофагия, вампиризм, разложение трупов, тупые травмы, педофилия, заразоубийство, каннибализм, безумие, эксгумация, детоубийство, серийные убийцы, самоубийства и нежить. По словам Invisible Oranges, «в то время как раньше группа погрязла в более упрощённом и по-своему невероятно приятном ощущении чрезмерного насилия, в 1992 году Cannibal Corpse выпустили нечто более мрачное и пугающее, чудовище с единым видением ужаса, от которого невозможно было отвести взгляд». Дом Лоусон из Metal Hammer написал, что альбом «переполнен моментами леденящего душу ужаса», и назвал его лирическое содержание «провокационно чрезмерным». Крис Дик из Decibel вспоминал, что от текстов альбома ему «становилось плохо», когда он читал их в подростковом возрасте. Он говорил: «Я думал, что если меня поймают с обложкой, то исключат из школы или поместят под какую-нибудь охрану». Кроме того, названия песен альбома были названы «отвратительными».
Вокалист Крис Барнс единолично написал тексты песен к альбому. Барнс сочинил текст к альбому, чтобы подчеркнуть все возрастающие возможности инструментовки. Басист Алекс Уэбстер вспоминал, что группа «не ставила Барнсу никаких ограничений» на протяжении всего процесса работы. Он сказал: «Он приходил к нам с самыми мерзкими, отвратительными вещами, а мы говорили: „Конечно! Почему бы и нет?“. Мы пытались создать как можно более экстремальную и агрессивную музыку, так почему бы не использовать и самые антагонистичные тексты?». На тексты песен Барнса на альбоме повлиял тру-крайм, которым он был очарован. Он сказал: «Это было безумие. Мозг сумасшедшего на плёнке». Барнс сказал, что целью его текстов было «вызвать размышления» у «вызывающих отвращение <…> и в то же время развлекающих» читателей тем, что он назвал «извращённой дихотомией», которую он сравнил с «просмотром фильма ужасов».
Седьмой трек альбома «Entrails Ripped From a Virgin’s Cunt», который называют «возможно, самой оскорбительной песней в каноне Cannibal Corpse», основан на истории, которую бывший сотрудник тюрьмы рассказал Барнсу о двух заключённых, отбывавших пожизненное заключение за похищение молодой девушки, изнасилование и потрошение её с помощью вешалки для одежды. Барнс был глубоко потрясён. Журнал Metal Hammer сказал, что «фраза „mutilated with a machete“ — один из самых оптимистичных и воодушевляющих моментов песни». По словам Джека Оуэна, «„Entrails Ripped from a Virgin’s Cunt“ даже не так уж хороша. <…> Людей просто поразило название песни».
Сам Барнс сказал: «Мне трудно решить, какая из альбомов — Butchered… или Tomb… — самый напряжённый. Оба они лирически непристойны».

## Художественное оформление
Чрезвычайно мрачный дизайн обложки альбома был создан Винсентом Локком. По словам Криса Дика из Decibel, «изображения настолько отвратительны, что хочется смотреть на них снова и снова. Детализация феноменальна». Сотрудники Invisible Oranges предположили, что дизайн обложки может быть «современной интерпретацией» «Покалунека» Альфреда Кубина. На сайте обложка альбома была описана как «две обнажённые до пояса любовницы, пойманные за смертельным куннилингусом, в окружении свечей, гниющей отрубленной головы и мясницкого ножа». Выражение лица женщины — не агония, не ужас и не мания, а отчаяние и похоть". Крис Барнс рассказал Локку о концепции двух зомби, «съедающих друг друга», и Локк сказал, что при создании картины у него возникли проблемы с перспективой и расположением тел зомби. Сообщается, что президент Metal Blade Records Брайан Слэйджел отклонил первоначальную версию обложки альбома, потому что она была «недостаточно кровавой», поэтому Локк добавил глубокие порезы на лице, шее, бёдрах и запястьях женщины-зомби. На первоначальной версии обложки альбома также не было синих и серых тонов на коже зомби, а трупы изначально были полностью белыми. Первый гитарист группы Боб Русэй похвалил Слэйджела за поддержку группы, сказав в 2008 году: «Брайан Слэйджел — действительно хороший парень. Он знает, как представить хороший продукт». Барнс сказал, что был «потрясён», когда впервые увидел обложку альбома, и назвал её «зомби-порнографией». Другой оригинальный гитарист группы, Джек Оуэн, вспоминал, что в тот момент он понял, что группа наконец-то «зашла слишком далеко», и считал, что они не смогут остановиться. Алекс Уэбстер сказал: «Я никогда не был уверен, жива ли девушка и наслаждается ли этим, или она просто мертва, а зомби буквально пожирает её». Пол Мазуркевич назвал обложку «полным безумием». Локк сказал в документальном фильме «Centuries of Torment»: «Всё остальное было связано только с насилием, а когда вы добавляете сюда секс, это шокирует ещё больше».
На внутренней стороне обложки альбома изображены фотографии группы, сделанные на ж/д станции в Буффало.

## Выпуск и продвижение
22 сентября 1992 года группа выпустила Tomb of the Mutilated, который, как говорили, демонстрировал «одни из самых отвратительных обложек альбомов и названий песен всех времён». Винсент Джеффрис из AllMusic сказал: «Тактика группы по привлечению внимания сработала идеально, и продажи альбомов взлетели. Cannibal Corpse стали одними из самых известных представителей жанра дэт-метал — как раз в то время, когда диски и живые выступления группы запрещали по всему миру».

### Споры и цензура
В Германии Федеральное агентство по защите детей и молодёжи (нем. Bundeszentrale für Kinder- und Jugendmedienschutz, сокр. BzKJ) в ноябре 1995 года проиндексировало альбом в немецких СМИ, что означает, что Tomb… может предлагаться только взрослым и должен исчезнуть с музыкальных прилавок.
23 октября 1996 года в Австралии была запрещена продажа любых доступных на тот момент аудиозаписей Cannibal Corpse. В то время Австралийская ассоциация звукозаписывающих компаний (ARIA) и Австралийская ассоциация музыкальных магазинов внедряли систему выявления потенциально оскорбительных записей, известную как «кодекс маркировки». Позже в период с 2006 по 2007 годы все релизы группы были классифицированы ARIA и разрешены к продаже в Австралии. Однако все они «ограничены» и продаются только лицам старше 18 лет. Некоторые альбомы продаются в «цензурированных» и «нецензурированных» изданиях, что означает изменение обложки.

## Отзывы критиков
| Оценки критиков                  | Оценки критиков |
| Источник                         | Оценка          |
| -------------------------------- | --------------- |
| AllMusic                         | [ 15 ]          |
| Collector's Guide to Heavy Metal | 8/10            |
| Rock Hard                        | 8.5/10          |

Альбом Tomb of the Mutilated получил положительные отзывы критиков как в момент выпуска, так и в ретроспективе. Интернет-журнал о хэви-метале Kicked in the Face похвалил музыкантов за их мастерство, но раскритиковал вокал Барнса и продюсирование Скотта Бёрнса. Metal Storm похвалил авторов песен, продюсеров и развитие альбома по сравнению с его предшественником, но раскритиковал одномерность текстов. Винсент Джеффрис из AllMusic поставил альбому три звезды из пяти и назвал «Beyond the Cemetery», «Split Wide Open» и «The Cryptic Stench» лучшими композициями альбома.

### Влияние
Альбом Tomb of the Mutilated, который, как считается, «навсегда» изменил ход развития жанра дэт-метал, теперь считается одним из величайших и наиболее влиятельных альбомов дэт-метала всех времён. В журнале Decibel сказали: «Tomb of the Mutilated был самым гротескным, но при этом коммерчески успешным дэт-метал-альбомом за всю историю. Это заставило футбольных фанаток кричать, а их детей задуматься о том, может ли одержимость сама по себе привести к многочасовым семейным консультациям». В Invisible Oranges сказали, что альбом — «не что иное, как музыкальная веха в хэви-метале в целом». В 2017 году в журнале Decibel написали следующее: «Дэт-метал-группы всё ещё пытаются создать что-то столь же внешне оскорбительное и антисоциальное, как Tomb of the Mutilated, и терпят неудачу».
Джо ДиВита из Loudwire сказал: «Tomb of the Mutilated вывел Cannibal Corpse на передний план жанра, и теперь они полностью готовы конкурировать с такими современниками, как Morbid Angel, Death и Suffocation». Винсент Джеффрис из AllMusic утверждал, что «мощная музыкальная направленность» ранних альбомов Cannibal Corpse, включая Tomb of the Mutilated, способствовала долголетию и влиянию группы. Он объяснил: «Учёные-популяризаторы оценили Tomb of the Mutilated как солидное, если не сказать важное, предложение <…> Cannibal Corpse каким-то образом удалось превзойти многих своих современников, получивших более высокую оценку критиков, в немалой степени благодаря таким ранним работам, как эта».
Первый трек альбома «Hammer Smashed Face» считается визитной карточкой группы. Loudwire назвал «Hammer Smashed Face» «лучшей песней в стиле дэт-метал из когда-либо написанных». Джон Вейдерхорн из Loudwire включил эту песню в свой список «Самые отвратительные тексты песен в метал-стиле всех времён». Грэм Хартманн из Loudwire сказал, что в песне «один из самых тошнотворных срывов, которые когда-либо были записаны». В 2005 году альбом Tomb of the Mutilated занял 278-е место в списке 500 величайших рок- и метал-альбомов всех времён по версии журнала Rock Hard.
Крис Дик из Decibel назвал чрезвычайно жестокую обложку альбома «легендарной». Одноимённая фраза из песни «I Cum Blood» была названа «худшей фразой для пикапа».
Нынешний гитарист Cannibal Corpse Роб Барретт назвал Tomb of the Mutilated своим любимым альбомом группы, сказав, что «уровень энергии в нём потрясающий». Гитарист Trivium Кори Больё утверждает, что его мать конфисковала его экземпляр Tomb of the Mutilated, когда он был подростком, после того как прочитала названия песен на альбоме. Покойный вокалист The Black Dahlia Murder Тревор Стрнад заявил, что ему пришлось отложить альбом на полку после покупки, вспомнив, что «я, с моей причёской в виде горшка и в очках как у Гарри Поттера, не был готов к этому дерьму». Рэпер Ice-T назвал лирическое содержание альбома «сумасшедшим дерьмом».

#### В массовой культуре
Песня «Hammer Smashed Face» прозвучала во время эпизодической роли группы в комедийном фильме 1994 года «Эйс Вентура: Розыск домашних животных» с Джимом Керри в главной роли. Керри был фанатом группы и попросил их сняться в фильме. Гитарист Роб Барретт вспоминал, что актёр был больше рад встрече с группой, чем они с ним. Барабанщик Пол Мазуркевич вспоминает: «Они отвели нас в актёрские трейлеры, и Джим подошёл к нам в костюме Эйса Вентуры и сказал: „О боже! Cannibal Corpse! Как здорово, что вы здесь!“. Затем он начинает бубнить слова песни и говорит нам, что хочет, чтобы мы сыграли „Hammer Smashed Face“. Это было безумие». После того, как группа снялась в сценах для «Эйса Вентуры», им предложили ещё одну эпизодическую роль в фильме «Пустоголовые», но это предложение было отозвано, когда продюсер узнал, что группа уже снялась в эпизодической роли для «Эйса Вентуры». Пол Мазуркевич заявил, что фанаты часто говорят группе, что познакомились с ней и (с дэт-металом в целом) благодаря фильму, добавив: «Если подсчитать в среднем, то, вероятно, это один человек в день».
Песня также была добавлена в качестве загружаемого контента в серию видеоигр Rock Band. Песня «I Cum Blood» также звучит в видеоигре Grand Theft Auto IV: The Lost and Damned.

## Список композиций
Все тексты написаны Крисом Барнсом, вся музыка написана группой Cannibal Corpse.
| №                   | Название                               | Длительность |
| ------------------- | -------------------------------------- | ------------ |
| 1.                  | «Hammer Smashed Face»                  | 4:02         |
| 2.                  | «I Cum Blood»                          | 3:40         |
| 3.                  | «Addicted to Vaginal Skin»             | 3:29         |
| 4.                  | «Split Wide Open»                      | 3:01         |
| 5.                  | «Necropedophile»                       | 4:05         |
| 6.                  | «The Cryptic Stench»                   | 3:57         |
| 7.                  | «Entrails Ripped from a Virgin's Cunt» | 4:14         |
| 8.                  | «Post Mortal Ejaculation»              | 3:35         |
| 9.                  | «Beyond the Cemetery»                  | 4:52         |
| Общая длительность: | Общая длительность:                    | 36:58        |

| №                   | Название                     | Длительность |
| ------------------- | ---------------------------- | ------------ |
| 10.                 | «I Cum Blood (Live)»         | 4:13         |
| 11.                 | «I Cum Blood (Live)» (видео) | 4:17         |
| Общая длительность: | Общая длительность:          | 43:42        |

## Участники записи
| Cannibal Corpse - Крис Барнс — вокал, лирика - Боб Русэй — гитара - Джек Оуэн — гитара - Алекс Уэбстер — бас-гитара - Пол Мазуркевич — ударные | Производственный персонал - Скотт Бёрнс — продюсер, сведение, звукоинженер Художественное оформление - Винс Локк — оформление обложки - Брайан Дж . Эймс — дизайн, графика - Трейси Вера — художественное производство - Джим Кукфейр — фотограф |